# Окоунов
Окоунов (чеш. Okounov) је насељено мјесто са административним статусом сеоске општине (чеш. obec) у округу Хомутов, у Устечком крају, Чешка Република.

## Становништво
Према подацима о броју становника из 2014. године насеље је имало 325 становника.